# Micrambyx flavomaculatus
Micrambyx flavomaculatus là một loài bọ cánh cứng trong họ Cerambycidae.